# Maj-Lena Lundström
Maj-Lena Lundström (senare Andersen), född 29 december 1941, död 6 april 2020 i Norrköping, var en svensk friidrottare (sprinter, häcklöpare och höjdhoppare). Hon tävlade för klubben IFK Norrköping. Hon utsågs år 1959 till Stor Grabb/tjej nummer 204.
Lundström är gravsatt i minneslunden på Västra griftegården i Linköping.